# EC Graz
EC Graz (celým názvem: Eishockeyclub Graz) byl rakouský klub ledního hokeje, který sídlil v Grazu ve spolkové zemi Štýrsko. Založen byl v roce 1990 po fúzi klubů ATSE Graz a UEC Graz. Klub byl po celou dobu své existence účastníkem rakouské nejvyšší soutěže v ledním hokeji. Třikrát dosáhl na titul vicemistra Rakouska. Zanikl v prosinci roku 1998 po vyhlášení konkursu. Nástupcem sportovní činnosti ve městě se poté stala nová organizace pod názvem Graz 99ers.
Své domácí zápasy odehrával v Eisstadionu Graz-Liebenau s kapacitou 4 212 diváků.

## Přehled ligové účasti
Zdroj:
- 1990–1998: Österreichische Eishockey-Liga (1. ligová úroveň v Rakousku)
- 1991–1994: Alpenliga (mezinárodní soutěž)
- 1996–1998: Alpenliga (mezinárodní soutěž)

## Účast v mezinárodních pohárech
Zdroj:
Legenda: SP - Spenglerův pohár, EHP - Evropský hokejový pohár, EHL - Evropská hokejová liga, SSix - Super six, IIHFSup - IIHF Superpohár, VC - Victoria Cup, HLMI - Hokejová liga mistrů IIHF, ET - European Trophy, HLM - Hokejová liga mistrů, KP - Kontinentální pohár
- KP 1998/1999 – 2. kolo, sk. O (4. místo)